# Besuchsehe
Besuchsehe bezeichnet in der Ethnosoziologie eine Form der Ehe, bei der die Partner nach ihrer Heirat nicht zusammenziehen, sondern getrennt wohnen bleiben und sich nur zeitweise besuchen, gewöhnlich kommt der Ehemann über Nacht zur Ehefrau. Diese eheliche Wohnfolge, bei der beide Ehepartner am eigenen Wohnort oder dem ihrer Familie verbleiben, wird als natolokal bezeichnet (lateinisch „am Ort der Geburt“) oder als duolokal („an zwei Orten“).
Heutzutage ist die Besuchsehe als verbreitete Beziehungs- und Eheform beim chinesischen Volk der Mosuo bezeugt, wo sie tisese genannt wird („hin- und zurückgehen“, englisch walking marriage). Gelegentlich findet sie sich auch bei anderen Ethnien und indigenen Völkern, die ihre Abstammung und Erbfolge nach der Mütterlinie ableiten (matrilinear), so bei den Khasi in Nordostindien und den benachbarten Jaintia (Synteng). Beim patrilinearen Volk der Nuer im afrikanischen Sudan ist sie während der ersten beiden Ehejahre üblich.

## Ursprünge
Die natolokale Wohnfolge beider Ehepartner am jeweiligen Ort ihrer Geburt und die damit einhergehende Besuchsehe fand und findet sich vorwiegend bei mutterrechtlichen Völkern (rund 160 von weltweit 1300 Ethnien). In diesen Gesellschaften wachsen Kinder bei der Mutter und ihrer Familie auf, über deren Landbesitz sie abgesichert sind (siehe Matrifokalität). Der Vater trägt in jeweils unterschiedlichem Ausmaß zu ihrem Unterhalt bei, übernimmt aber oft die soziale Vaterschaft für die Kinder seiner eigenen Schwester und ist für deren Versorgung zuständig (ein sogenanntes Avunkulat). Wenn die Ehefrau nicht zu ihrem Mann zieht, dieser aber seine Aufgaben in seiner Herkunftsfamilie behält, ergibt sich die getrennte Wohnregelung.
Der deutsche Ethnologe Wilhelm Schmidt stellte 1952 die These auf, die Besuchsehe sei eine „noch ältere Form des Mutterrechts“.

## Beispiele
Zu den matrilinearen Völkern, bei denen Besuchsehen mit natolokaler Wohnfolge früher üblich waren, gehören in Südindien die Nayar, sowie im Norden Japans die Ainu. Bei den Minangkabau auf der indonesischen Insel Sumatra gab es früher eine gewisse „Migrationsbereitschaft“ der Männer: Sie hielten sich tagsüber im Männerclubhaus auf, nachts hatten sie einen Schlafplatz im Haus ihrer Frau. Im 17. Jahrhundert beschrieben niederländische Kolonialherren die Besuchsehe als übliche Form bei den Siraya, einem indigenen Volk von Taiwan. Eine frühere Form der Besuchsehe wurde in Nordamerika bei den Navaho und den Irokesen gefunden, es soll sie auch bei den Hopi-Indianern gegeben haben (siehe dazu Clanmutter). Aktuell finden sich Besuchsehen in Nordostindien bei den Khasi und den benachbarten Jaintia (Synteng), sowie beim chinesischen Volk der Mosuo.
Eine „zeitweilige Besuchsehe“ findet sich auch bei Völkern und Ethnien, die ihre Erbfolge über die Väterlinie regeln (patrilinear). Bei ihnen wird die natolokale Wohnfolge selten langfristig praktiziert, meist nur als Übergangszeit, bis das Ehepaar dauerhaft zusammenzieht, so im afrikanischen Sudan bei den  Nuer. An der Südwestküste Japans war sie als Zwischenphase verbreitet, bis die Frau endgültig zu ihrem Mann übersiedelte; heute findet sie sich dort nur selten. Bei vielen ethnischen Völkern in Südchina und vereinzelt auch bei den Han-Chinesen kehrte die Frau nach der Hochzeit zunächst zu ihrer eigenen Familie zurück und besuchte ihren Mann nur zeitweilig; erst bei ihrer Schwangerschaft oder nach der Geburt des ersten Kindes zog sie zu ihrem Ehemann.

## Dokumentarfilme
- Uschi Madeisky, Klaus Werner: Wo dem Gatten nur die Nacht gehört: Besuchsehe bei den Jaintia in Indien. Colorama Film für NDR, Deutschland 1999 (60 Minuten; Info; die Jaintia/Synteng sind ein Nachbarvolk der Khasi in Nordostindien).
- Uschi Madeisky, Klaus Werner: Die Töchter der sieben Hütten: Matriarchat der Khasi in Indien. Colorama Film für Arte/ZDF, Deutschland 1997 (56 Minuten; Info; enthält ein Beispiel für Besuchsehe).